# Karateka (videogioco)
Karateka (giapponese:空手家 "Colui che pratica il Karate") è un videogioco picchiaduro del 1984 creato da Jordan Mechner quando frequentava l'università di Yale. Fu originariamente programmato per Apple II e fu in seguito portato su diversi computer e console dell'epoca. Il gioco è stato pubblicato in America da Brøderbund e in Europa da Ariolasoft. La versione Game Boy è intitolata Master Karateka e presenta sostanziali differenze.
In una combinazione tra picchiaduro a scorrimento orizzontale ed elementi da picchiaduro a incontri, il protagonista combatte con arti marziali all'interno di una fortezza orientale.
Karateka fu ben accolto; furono apprezzate soprattutto le animazioni semi-realistiche dei personaggi durante i combattimenti. Il gioco rivelò una svolta nella vita di Mechner e lo avrebbe portato in seguito allo sviluppo di Prince of Persia. Nel 2012 Mechner ha annunciato un remake del gioco come titolo scaricabile per i sistemi di gioco Xbox 360, PlayStation 3, Windows e iOS.

## Trama
Il giocatore controlla un protagonista senza nome che deve salvare la sua amata, la principessa Mariko, dal castello-fortezza del potente Akuma. Il protagonista combatte a mani nude contro le guardie di Akuma, facendosi strada all'interno della fortezza, e infine contro Akuma in persona. Nel finale trova Mariko nella sua cella e la riabbraccia.

## Modalità di gioco
Karateka ha visuale bidimensionale laterale con scorrimento orizzontale verso destra. Il giocatore controlla un eroe senza nome, intento a scalare una montagna per salvare la principessa Mariko, rinchiusa nella fortezza del malvagio Akuma. L'azione avviene sempre in piano e i personaggi si spostano solo in orizzontale.
Mentre l'eroe avanza nella fortezza, numerosi nemici appariranno sullo schermo, ma sempre uno alla volta, nel tentativo di fermarlo. Normalmente, l'eroe è in grado solo di correre e non può sferrare attacchi; se incontra un nemico deve prepararsi alla lotta, assumendo una particolare posizione "di combattimento", che gli permette di attaccare ma lo costringe a camminare più lentamente. Durante il combattimento l'eroe può sferrare pugni o calci; premendo ripetutamente un tasto è possibile eseguire una breve combo. La salute dell'eroe è indicata da una serie di triangolini nella parte inferiore dello schermo. Combattendo i servi di Akuma, la salute può venir persa, ma può essere recuperata dopo un certo lasso di tempo semplicemente assumendo la posizione standard dell'eroe. Se la salute arriva a zero, la partita si conclude. Così come per l'eroe, anche ogni nemico che incontra ha una propria barra di salute indicata sullo schermo. Colpendolo abbastanza volte da portarla a zero, il nemico viene abbattuto, l'eroe esulta e può proseguire. Oltre ai nemici umani, è possibile incontrare anche il falco di Akuma, seppure raramente. Esso può essere abbattuto con un colpo solo, ma che va sferrato in un preciso momento. Ci sono inoltre alcune condizioni, come cadere giù dalla scogliera o finire sotto un cancello che si abbassa di colpo: entrambe fanno terminare il gioco immediatamente. Durante la partita sono presenti alcune scene di intermezzo che mostrano, ad esempio, Akuma che manda i suoi servi a sfidare il protagonista, o la principessa Mariko rinchiusa nella sua cella.
Alla fine, l'eroe sfiderà Akuma stesso nel combattimento finale del gioco. Una volta sconfitto Akuma, l'eroe può finalmente ricongiungersi con la principessa. Tuttavia, se l'eroe le si avvicinerà in posizione di combattimento, la principessa stessa lo vedrà come un nemico e sarà in grado di abbatterlo in un solo colpo. Se la si salva in posizione standard, l'eroe e Mariko lasceranno la fortezza insieme.
Nel gioco, come per la maggior parte dei videogiochi dell'epoca, mancano i checkpoint o la possibilità di salvare la partita.

## Sviluppo
Karateka è stato sviluppato da Jordan Mechner quand'era studente all'università di Yale, come progetto parallelo tra le classi.
Nella versione Apple II, anche se il gioco fu stampato su un solo lato del floppy, il lato opposto del disco contiene un'altra versione del gioco completo, ma con l'intera interfaccia ribaltata orizzontalmente (con il pavimento sul lato alto dello schermo), per dare l'impressione che il disco fosse stato inserito dal lato sbagliato. Ciò, secondo Mechner, avrebbe costretto gli utenti più ingenui a contattare il supporto tecnico, che avrebbe risposto: "Estrai il disco, inseriscilo con il lato destro in alto e riavvia il gioco".